# برج کبوتر جوزدان
برج کبوتر جوزدان مربوط به زمان قاجار است و در شهرستان نجف‌آباد، بخش مرکزی، دهستان جوزدان، شهر جوزدان، خیابان امام، انتهای خیابان شهدا واقع شده و این اثر در تاریخ ۶ اسفند ۱۳۸۵ با شمارهٔ ثبت ۱۷۶۱۸ به‌عنوان یکی از آثار ملی ایران به ثبت رسیده است.